# Championnats d'Europe d'haltérophilie 1971
Navigation
Édition précédente Édition suivante
Les championnats d'Europe d'haltérophilie 1971, cinquantième édition des championnats d'Europe d'haltérophilie, ont eu lieu en 1971 à Sofia, en Bulgarie.